# Zarhopalus debarri
Zarhopalus debarri är en stekelart som beskrevs av Sun 1998. Zarhopalus debarri ingår i släktet Zarhopalus och familjen sköldlussteklar. Inga underarter finns listade i Catalogue of Life.